# رافائل السوا
رافائل السوا (انگلیسی: Rafael Alsua; ۱۸ اوت ۱۹۲۳ – ۳۰ نوامبر ۱۹۹۲) بازیکن فوتبال اهل اسپانیا بود.
از باشگاه‌هایی که در آن بازی کرده‌است می‌توان به باشگاه فوتبال راسینگ سانتاندر، باشگاه فوتبال رئال مادرید، باشگاه فوتبال رئال سوسیداد، باشگاه فوتبال رئال اویدو، باشگاه فوتبال کوردوبا، باشگاه فوتبال اوساسونا، و باشگاه فوتبال والنسیا اشاره کرد.
وی همچنین در تیم ملی فوتبال اسپانیا بازی کرده‌است.